# Circuit de Wallonie 2022
Il Circuit de Wallonie 2022, cinquantaseiesima edizione della corsa, valevole come evento dell'UCI Europe Tour 2022 categoria 1.1, si svolse il 26 maggio 2022 su un percorso di 192,2 km, con partenza da Charleroi e arrivo a Mont-sur-Marchienne, in Belgio. La vittoria fu appannaggio dell'italiano Andrea Pasqualon, che completò il percorso in 4h22'39", alla media di 43,906 km/h, precedendo il francese Axel Zingle e il belga Philippe Gilbert.
Sul traguardo di Mont-sur-Marchienne 75 ciclisti, su 133 partiti da Charleroi, portarono a termine la competizione.

## Squadre e corridori partecipanti
| N.    | Cod. | Squadra                        |
| ----- | ---- | ------------------------------ |
| 1-7   | COF  | Cofidis                        |
| 11-17 | IWG  | Intermarché-Wanty-Gobert       |
| 21-27 | AFC  | Alpecin-Fenix                  |
| 31-37 | LTS  | Lotto Soudal                   |
| 41-47 | BBK  | B&B Hotels-KTM                 |
| 51-57 | ARK  | Team Arkéa-Samsic              |
| 61-67 | BWB  | Bingoal Pauwels Sauces WB      |
| 71-77 | VWE  | VolkerWessels Cycling Team     |
| 81-87 | TIS  | Tarteletto-Isorex              |
| 91-98 | EHS  | Team Elevate p/b Home Solution |

| N.      | Cod. | Squadra                           |
| ------- | ---- | --------------------------------- |
| 101-106 | BEB  | Bolton Equities Black Spoke       |
| 111-117 | MCT  | Minerva Cycling                   |
| 121-127 | TEN  | TotalEnergies                     |
| 131-137 | ACS  | AC Sparta Praha                   |
| 151-157 | SVL  | Saris Rouvy Sauerland Team        |
| 161-167 | ACA  | ARA Pro Racing Sunshine Coast     |
| 171-177 | GDM  | Geofco-Doltcini Materiel Velo.com |
| 181-187 | XSU  | XSpeed United Continental         |
| 191-197 | EVO  | EvoPro Racing                     |
| 202-207 | IPT  | Israel-Premier Tech               |

## Ordine d'arrivo (Top 10)
| Pos. | Corridore         | Squadra       | Tempo    |
| ---- | ----------------- | ------------- | -------- |
| 1    | Andrea Pasqualon  | Intermarché   | 4h22'39" |
| 2    | Axel Zingle       | Cofidis       | s.t.     |
| 3    | Philippe Gilbert  | Lotto         | a 3"     |
| 4    | Niccolò Bonifazio | TotalEnergies | s.t.     |
| 5    | Piet Allegaert    | Cofidis       | s.t.     |
| 6    | Maxim Van Gils    | Lotto         | s.t.     |
| 7    | Milan Menten      | Bingoal       | s.t.     |
| 8    | Lionel Taminiaux  | Alpecin       | s.t.     |
| 9    | Lennert Teugels   | Tarteletto    | s.t.     |
| 10   | Sandy Dujardin    | TotalEnergies | s.t.     |